# Chorzele (stacja kolejowa)
Chorzele – stacja kolejowa w Chorzelach, w województwie mazowieckim, w Polsce. Na stacji niegdyś znajdowały się dwa perony. Po przebudowie układu torowego stacja posiada peron wyspowy oraz jeden tor boczny.
Stacja kolejowa została otwarta w 1915 roku przez Niemców w związku z budową odcinka Ostrołęka – Wielbark w związku z przeznaczeniem linii do celów wojskowych. Stację kolejową zamknięto 9 czerwca 2001 roku w związku z zamknięciem ruchu pasażerskiego na odcinku Ostrołęka – Wielbark. 29 maja 2019 roku ukończono prace nad budową bocznicy zlokalizowanej w Przasnyskiej Strefy Gospodarczej położonej w pobliżu stacji kolejowej. Ponowne otwarcie stacji kolejowej nastąpiło 11 czerwca 2023 roku po otwarciu odcinka Ostrołęka – Chorzele dla ruchu pasażerskiego.

## Galeria

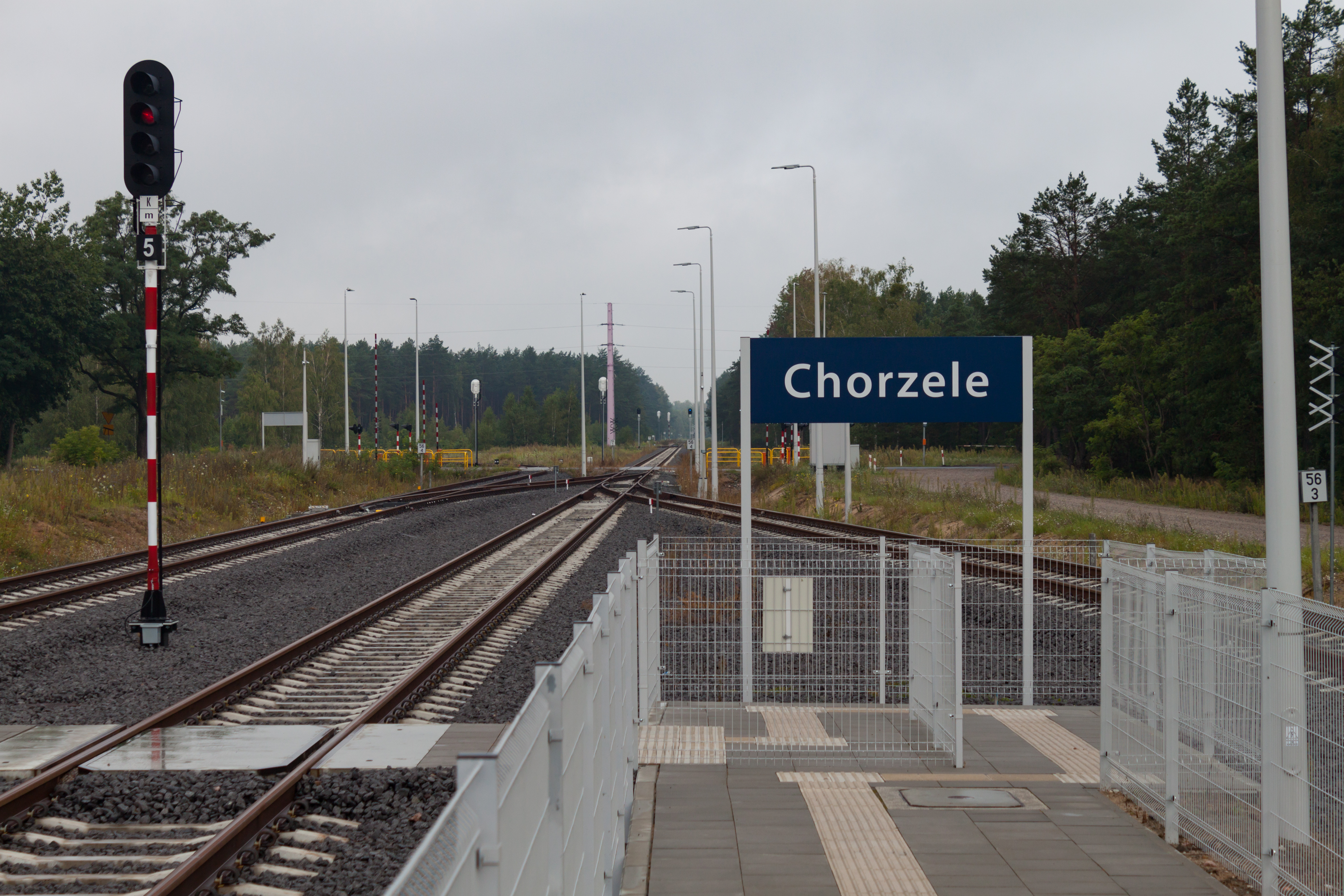

## Połączenia
| Przewoźnik         | Linia lub kategoria | Trasa lub kierunki             | Data uruchomienia |
| ------------------ | ------------------- | ------------------------------ | ----------------- |
| Koleje Mazowieckie | R61                 | Chorzele – Ostrołęka – Tłuszcz | 11.06.2023        |